# Tallinna Linnatranspordi AS
Tallinna Linnatranspordi AS (en abrégé TLT) est une entreprise de transport public appartenant à la municipalité de Tallinn en Estonie.

## Présentation
La société a été créée le 19 juillet 2012 par la fusion de Tallinna Trammija Trollibussikoondise AS (TTTK, responsable de l'exploitation des tramways et des trolleybus) et Tallinna Autobussikoondis AS (TAK, responsable de l'exploitation des bus).
La compagnie dessert plus de 140 millions de passagers par an.

## Lignes
Les lignes de bus et de tramway sont les suivantes:

### Trams
| Ligne   | Origine | Destination | Lignes de tram de Tallinn |  |
| ------- | ------- | ----------- | ------------------------- |  |
| Ligne 1 | Kopli   | Kadriorg    | Lignes de tram de Tallinn |  |
| Ligne 2 | Kopli   | Suur-Paala  | Lignes de tram de Tallinn |  |
| Ligne 3 | Tondi   | Kadriorg    | Lignes de tram de Tallinn |  |
| Ligne 4 | Tondi   | Lennujaam   |                           |  |

### Bus

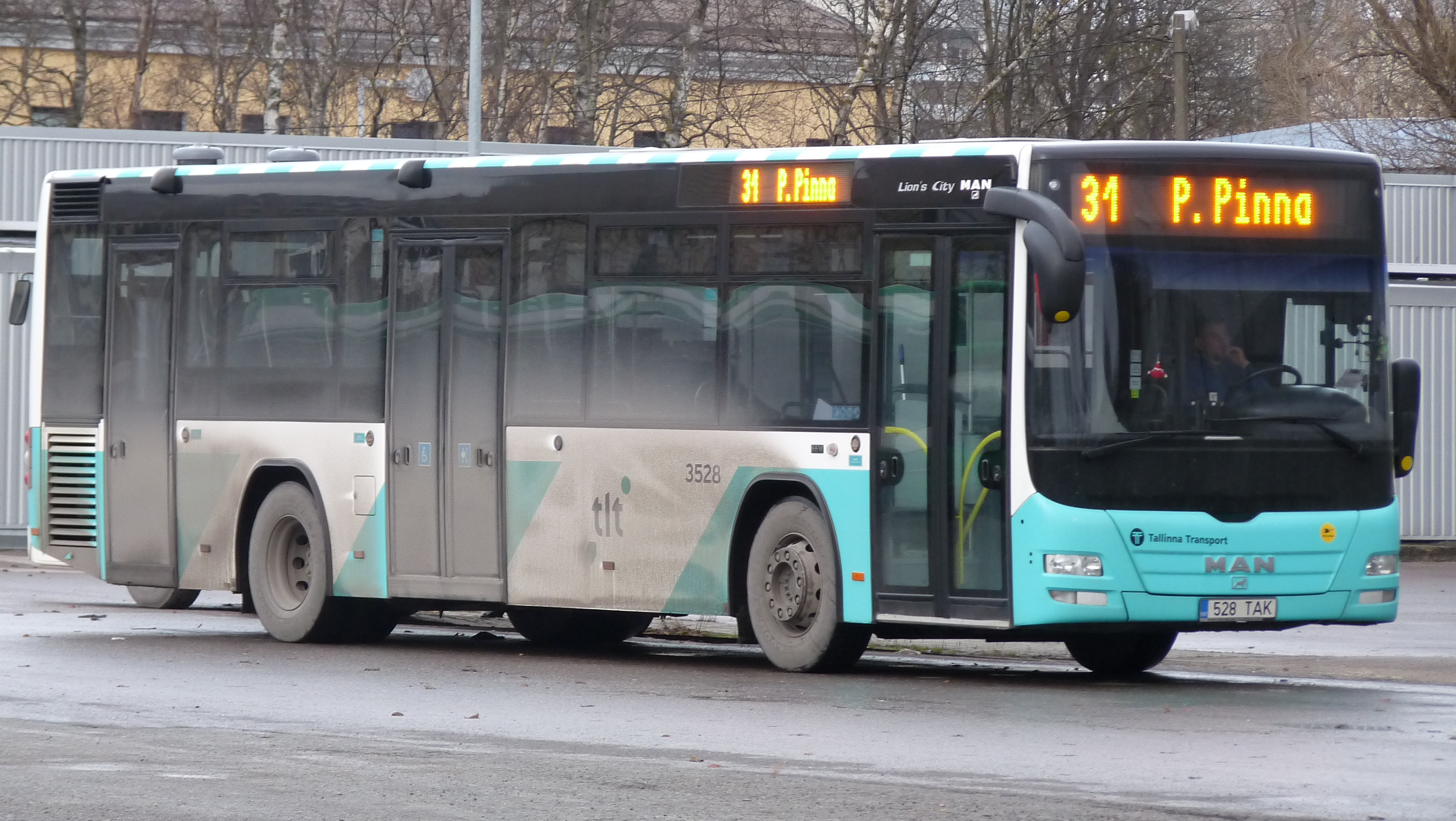
Bus TLT à Tallinn.

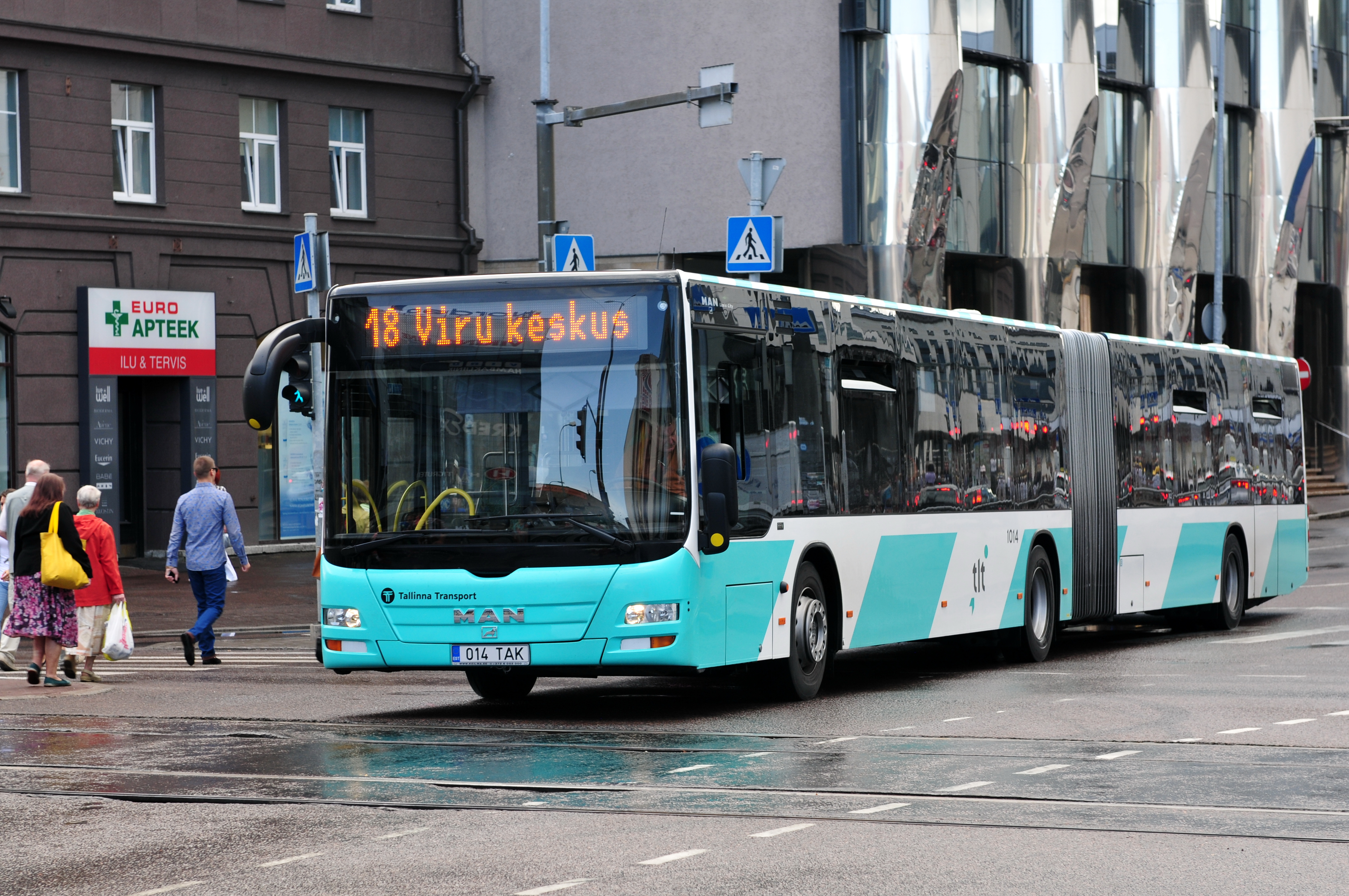
Bus TLT à Tallinn.

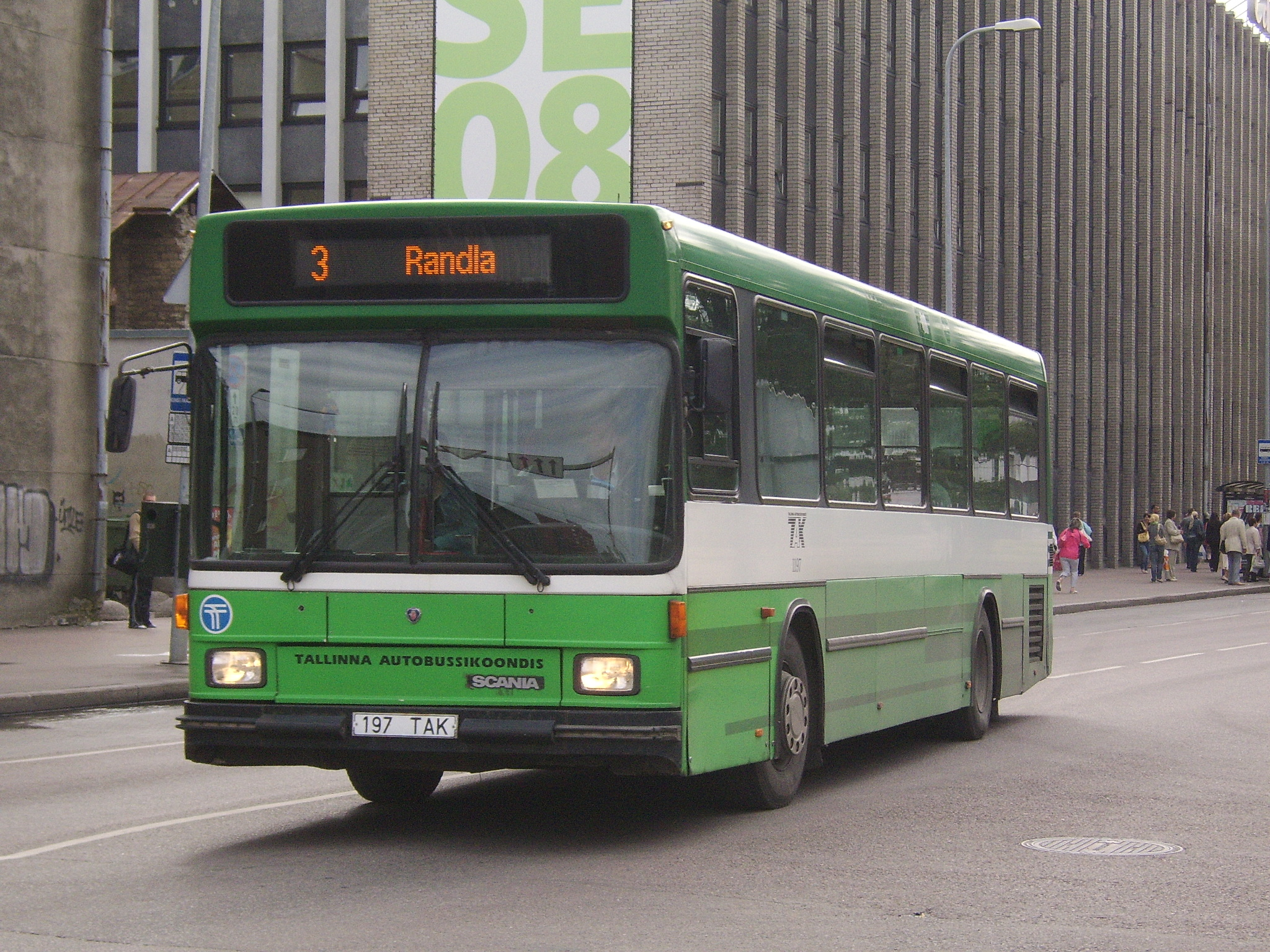
Bus TAK Scania L94UB à Tallinn en 7.2008.

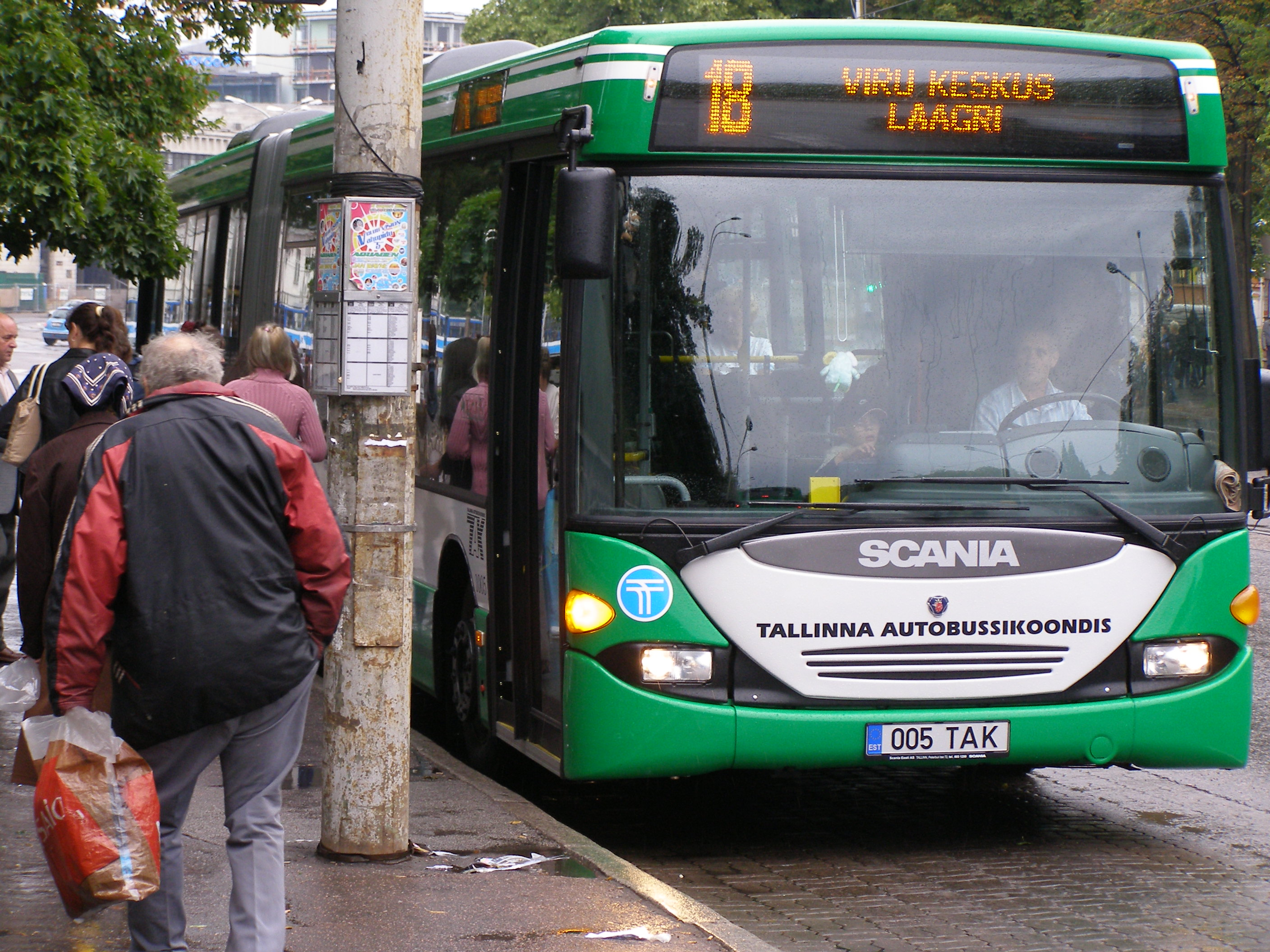
Bus TAK Scania CL94UA à Tallinn en 8 2006.

| #   | Origine           | Destination      |
| --- | ----------------- | ---------------- |
| 1   | Viru keskus       | Viimsi keskus    |
| 2   | Mõigu             | Balti Jaam       |
| 3   | Veerenni          | Randla           |
| 4   | Väike Õismäe      | Tiskre           |
| 5   | Männiku           | Metsakooli tee   |
| 6   | Merivälja Pansion | Metsakooli tee   |
| 7   | Seli              | Sõjamäe          |
| 8   | Viru keskus       | Äigrumäe         |
| 9   | Kadaka            | Priisle          |
| 10  | Väike Õismäe      | Vana Pääsküla    |
| 11  | Kadaka            | Kivisilla        |
| 12  | Väike Õismäe      | Priisle          |
| 13  | Väike Õismäe      | Seli             |
| 14  | Viru keskus       | Vana Pääsküla    |
| 15  | Viru keskus       | Sõjamäe          |
| 16  | Väike Õismäe      | Tallinn-Väike    |
| 17  | J.Sütiste tee     | Bussijaam        |
| 17A | J.Sütiste tee     | Juhkentali       |
| 18  | Viru keskus       | Laagri           |
| 18A | Viru keskus       | Urda             |
| 20  | Reisisadam        | Pääsküla jaam    |
| 20A | Viru keskus       | Laagri alevik    |
| 21  | Balti jaam        | Landi            |
| 21A | Väike Õismäe      | Kakumäe          |
| 21B | Balti jaam        | Kakumäe          |
| 22  | Väike Õismäe      | Estonia          |
| 23  | Kadaka            | Bussijaam        |
| 24  | Mustamäe          | Estonia          |
| 24A | Kadaka            | Estonia          |
| 26  | Väike Õismäe      | Paljassaare      |
| 26A | Väike Õismäe      | Paljassaare põik |
| 27  | Harkujärve        | Laagri alevik    |
| 28  | Veerenni          | Väike Õismäe     |
| 29  | Viru keskus       | Priisle          |
| 30  | Seli              | Kärmu            |
| 31  | Priisle           | Estonia          |
| 32  | Männiku           | Kopli            |
| 33  | Männiku           | Kopli            |
| 34A | Viru keskus       | Muuga aedlinn    |
| 35  | Viru keskus       | Seli             |
| 36  | Väike Õismäe      | Viru             |
| 37  | Keskuse           | Zoo              |
| 38  | Viru keskus       | Muuga            |
| 39  | Veerenni          | Liikuri          |
| 40  | Viru keskus       | Pelguranna       |
| 41  | Balti jaam        | Landi            |
| 41B | Balti jaam        | Kakumäe          |
| 42  | Väike Õismäe      | Kaubamaja        |
| 43  | Väike Õismäe      | Balti jaam       |
| 44  | Viru keskus       | P.Pinna          |
| 45  | Väike Õismäe      | Ülemiste         |
| 46  | Väike Õismäe      | Seli             |
| 47  | Väike Õismäe      | Bussijaam        |
| 48  | Viru keskus       | Pelguranna       |
| 49  | Viimsi keskus     | Lennujaam        |
| 50  | Seli              | Pae              |
| 51  | Viru keskus       | Priisle          |
| 54  | Kurina            | Estonia          |
| 55  | P.Pinna           | Kivisilla        |
| 57  | Raudalu           | Kalev            |
| 58  | Priisle           | Pae              |
| 59  | Balti jaam        | Pikakari         |
| 60  | Priisle           | Maneeži          |
| 61  | Kotermaa          | Järve haigla     |
| 62  | Väike Õismäe      | Mäeküla          |
| 63  | Priisle           | Maneeži          |
| 64  | Väike Õismäe      | Ülemiste         |
| 65  | Seli              | Lennujaam        |
| 66  | Priisle           | Pelguranna       |
| 67  | Seli              | Estonia          |
| 68  | Priisle           | Estonia          |
| 72  | Keskuse           | Kopli            |
| 73  | Veerenni          | Tööstuse         |

### Carte et horaires
La carte officielle des transports publics de Tallinn pour 2020 est consultable en ligne.
Les horaires des transports publics de Tallinn sont disponibles en ligne en sept langues : estonien, anglais, finnois, russe, allemand, letton et lituanien. Ils comportent un planificateur de trajet et une vue cartographique en direct de l'emplacement des véhicules.